# Josefina Deland
Pour les articles homonymes, voir Deland (homonymie).
Josefina (Josephine) Deland (1er octobre 1814 – 8 mars 1890) est une féministe suédoise, écrivain et professeur de français. Elle fonda la Svenska lärarinnors pensionsförening (Société pour les femmes professeurs retraitées).